# Lenur Temirov
Lenur Serverovyč Temirov (in ucraino Ленур Серверович Теміров?; Olmaliq, 1º gennaio 1990) è un lottatore ucraino, specializzato nella lotta greco-romana.

## Biografia
Ha rappresentato la Ucraina ai Giochi olimpici estivi di Londra 2012, dove è stato eliminato agli ottavi del torneo dei 60 kg dal kazako Almat Kebispayev.
Ai mondiali di Budapest 2018 ha ottenuto il bronzo nei 63 kg.
E' salito sul terzo gradino del podio agli europei di Bucarest 2019 e Roma 2020.
Ha fatto parte della spedizione dell'Ucraina ai Giochi olimpici di Tokyo 2020, in cui si è classificato quinto nel torneo dei 60 kg, in cui è rimasto sconfitto nella finale per il bronzo contro il cinese Walihan Sailike; era stato estromesso dal tabellone principale in semifinale dal giapponese Ken'ichirō Fumita, poi laureatosi campione olimpico, dopo aver superato ai punti l'uzbeko El'murat Tasmuradov agli ottavi e l'armeno Armen Melikyan ai quarti.
Ai mondiali di Oslo 2021 ha vinto il bronzo nei 63 kg.

## Palmarès
- Mondiali

Budapest 2018: bronzo nei 63 kg.
Oslo 2021: bronzo nei 63 kg.
- Europei

Bucarest 2019: bronzo nei 60 kg.
Roma 2020: bronzo nei 63 kg.